# Николина Бъчварова
Николина Бъчварова е българска актриса.

## Биография
Родена е в Цариброд през 1889 г. През 1903 г. дебютира с ролята на Квашня в постановката „На дъното“ от Максим Горки в „Съвременен театър“. През театралния сезон 1904/1905 г. на Народния театър играе в постановката "На дъното" на М. Горки, в ролята на Квашня; в драматичния етюд "Христос Возкресе", в ролята на Мария Николаевна; в "Такачите", в ролята на жената Хайнрих; в "Апостол", в ролята на стара туркиня. От 1910 до 1918 г. се завръща на сцената на Народния театър. В 1905 – 1906 г. работи в пътуващия „Свободен театър“. През 1909 г. е в театъра на Антон Страшимиров „Смях и сълзи“. От 1921 до 1923 г. играе на сцената на Варненския общински театър.
Умира на 10 април 1943 г. в София.

## Роли
Николина Бъчварова играе множество роли, по-значимите са:
- Улита – „Лес“ на Александър Островски
- Шарлота – „Вишнева градина“ на Антон Чехов
- Марковица – „Вампир“ на Антон Страшимиров
- Чолакова – „Мъжемразка“ на Ст. Л. Костов
- Стайка – „Под игото“ на Иван Вазов
- Анфиса – „Три сестри“ на Антон Чехов
- Акулина Ивановна – „Еснафи“ на Максим Горки[1]